# Vehementer nos
Mit der Enzyklika Vehementer nos wandte sich am 11. Februar 1906 Papst Pius X. gegen die Trennung von Staat und Kirche in Frankreich. Die Enzyklika ist an das französische Volk, den französischen Episkopat und den Klerus gerichtet.

## Historischer Hintergrund
Das Gesetz über die Trennung von Kirche und Staat in Frankreich wurde von dem Parlament der III. Republik gegen Ende der achten Legislaturperiode (1902–1906) mit einer Mehrheit von 367 zu 246 Stimmen verabschiedet. Der Linksblock trug entscheidend dazu bei, dass Émile Combes Ministerpräsident wurde. Die beiden Sozialisten Aristide Briand und Jean Jaurès legten zusammen einen Gesetzentwurf vor. Briand wollte die Kirche nicht zerstören, sondern ihr Grenzen setzen, um Toleranz, Gerechtigkeit und Weltlichkeit des Staates zu wahren.

### Forderung nach Freiheit von religiösen Bindungen
Die öffentliche Diskussion über die Laizität begann bereits am 21. März 1904 in der Abgeordnetenkammer und am 3. Juli wurde der Text mit 341 gegen 233 Stimmen angenommen. Wenn die Vertreter der Laizität in dem Gesetz lediglich eine Politik der Trennung von Kirche und Staat sahen, so wurde es von den Katholiken als eine Politik der Ausplünderung empfunden. In etwa zwanzig Departements kam es bei der Inventarisierung zu Ausschreitungen. Im Senat verkündete Clemenceau, der gerade das Innenministerium übernommen hatte, dass man auf die Zwangsinventarisierung verzichten werde. „Das Zählen der Leuchter“, so sagte er, „ist kein Menschenleben wert.“

### Widerstand aus Rom
Papst Pius X. widersetzte sich der Trennung von Kirche und Staat in seiner Enzyklika Vehementer nos. Er empörte sich gegen die einseitige Aufkündigung des Konkordats und richtete seine heftige Kritik gegen die Einrichtung der Kultvereinigungen. Die Versammlung der französischen Bischöfe erklärte ihre Zustimmung zu der Enzyklika, wollte jedoch nicht mit der Staatsmacht brechen. Deshalb stimmte sie grundsätzlich dem Status von Vereinigungen zu, die der Autorität des Bischofs unterstanden.

## Auswirkungen der Enzyklika
Widerstand und Proteste wie z. B. in Frankreichs Norden häuften sich, nachdem Pius X. das Trennungsgesetz in seiner Enzyklika als gottlos bezeichnet hatte. Mitte März 1906 stoppte die Regierung die umstrittene Inventarisierungsaktion, und mit dem Gesetz vom 2. Januar 1907 überließ der Staat die Kirchen schließlich den Priestern mit der rechtlichen Formel, sie seien „Besitzer ohne Rechtstitel“. Bereits konfiszierte Kirchengüter wurden an Wohlfahrtseinrichtungen verteilt. Kirche und Staat blieben fortan getrennt.

### Die Hüter der Trennung
Beim Schulwesen allerdings blieb diese Trennung eine Fiktion. Die kirchlichen Schulen bestanden als „private“ weiter – und können sich bis heute auf staatliche Subventionen verlassen. Bis heute lässt die französische Elite ihre Kinder gerne in kirchlichen Schulen erziehen – rund 10000 Einrichtungen (mit weniger als zehn Prozent Arbeiterkindern und Ausländern), die rund 13 Prozent des gesamten nationalen Bildungsbudgets beanspruchen.
Doch auch die Hüter des laizistischen Staates bleiben wachsam. Als der liberale Erziehungsminister François Bayrou in den neunziger Jahren die Beschränkung der staatlichen Zuwendungen an katholische Schulen aufheben wollte, protestierten ebenfalls Hunderttausende gegen das Vorhaben, mit Erfolg.

### Auszüge aus der Enzyklika
Es sei der Staat (Frankreich), der das Konkordat einseitig gebrochen, die Kirche gewaltsam beraubt habe und grundsätzlich bemüht sei, aus den Herzen seiner Mitbürger jeden Rest von Religion auszureißen.

„Dem Haß werden wir die Liebe, dem Irrtum die Wahrheit, den Beleidigungen und Schmähungen die Vergebung entgegenstellen, und Gott bitten, dass die Feinde der Religion aufhören mögen, diese zu verfolgen.“

Die Enzyklika stellt klar, dass es keine Mitsprache von Laien in der Kirche gibt und dass sie zu gehorchen haben:

„Die Kirche ist ihrem Wesen nach eine ungleiche Gesellschaft, sie wird aus zwei Klassen (lat.: ordo) gebildet: den Hirten und der Herde ... Und diese Kategorien sind untereinander dermaßen verschieden, dass nur bei der Hierarchie das Recht und die Autorität liegt, alle Glieder zum verheißenen Ziel der Gemeinschaft zu führen und zu leiten. Was die Mehrheit angeht, so hat sie kein anderes Amt (lat.: officium) als hinzunehmen, sich führen zu lassen (lat.: gubernari se pati), und der Führung der Leiter gehorsam zu folgen.“

## Lateinischer Text und deutsche Übersetzung
- Helmut Schnatz (Hrsg.): Päpstliche Verlautbarungen zu Staat und Gesellschaft. Originaldokumente mit deutscher Übersetzung (= Texte zur Forschung, Bd. 12). Wissenschaftliche Buchgesellschaft, Darmstadt 1973, ISBN 3-534-04645-5, S. 275–297.